# اختبار قصير موجز
الاختبار القصير الموجز أو الامتحان المُوجَز (القصير) أو الكويز (بالإنجليزية: Quiz) هو شكل من أشكال الألعاب أو الرياضات الذهنية التي يحاول فيها اللاعبون الإجابة على الأسئلة بشكل صحيح حول موضوع واحد أو عدة مواضيع محددة. يمكن استخدام الاختبارات القصيرة كتقييم موجز في التعليم والمجالات المماثلة لقياس النمو في المعرفة والقدرات والمهارات، أو ببساطة كهواية. ويمكن أيضًا بثها على التلفزيون لأغراض الترفيه، وغالبًا ما تكون في شكل براامج مسابقات.

## التسمية
تعود أقدم الأمثلة المعروفة لكلمة (Quiz) إلى عام 1780؛ أصل الكلمة غير معروف، ولكن ربما يكون قد نشأ في اللغة العامية للطلاب. كانت الكلمة تعني في البداية "شخصًا غريب الأطوار" أو "نكتة، خدعة". لاحقًا (ربما من خلال الارتباط بكلمات مثل "فضولي")، أصبحت تعني "المراقبة والدراسة باهتمام"، ومن ثم (من منتصف القرن التاسع عشر تقريبًا) أصبحت تدل على "اختبار، امتحان".
هناك تأثيل شائع عن الكلمة يقول أنه في عام 1791، راهن صاحب مسرح دبلن يدعى ريتشارد دالي (Richard Daly) على أنه يستطيع إدخال كلمة إلى اللغة خلال 24 ساعة. ثم خرج واستأجر مجموعة من أطفال الشوارع لكتابة كلمة (Quiz)، وهي كلمة لا معنى لها، على الجدران في جميع أنحاء مدينة دبلن. وفي غضون يوم واحد، أصبحت الكلمة عملة شائعة واكتسبت معنى (بما أنه لم يكن أحد يعرف ما تعنيه، اعتقد الجميع أنه كان نوعًا من الاختبار)، وكان لدى دالي بعض النقود الإضافية في جيبه. ومع ذلك، لا يوجد دليل يدعم القصة، وكان هذا المصطلح مستخدمًا بالفعل قبل الرهان المزعوم في عام 1791.

## في المسابقات

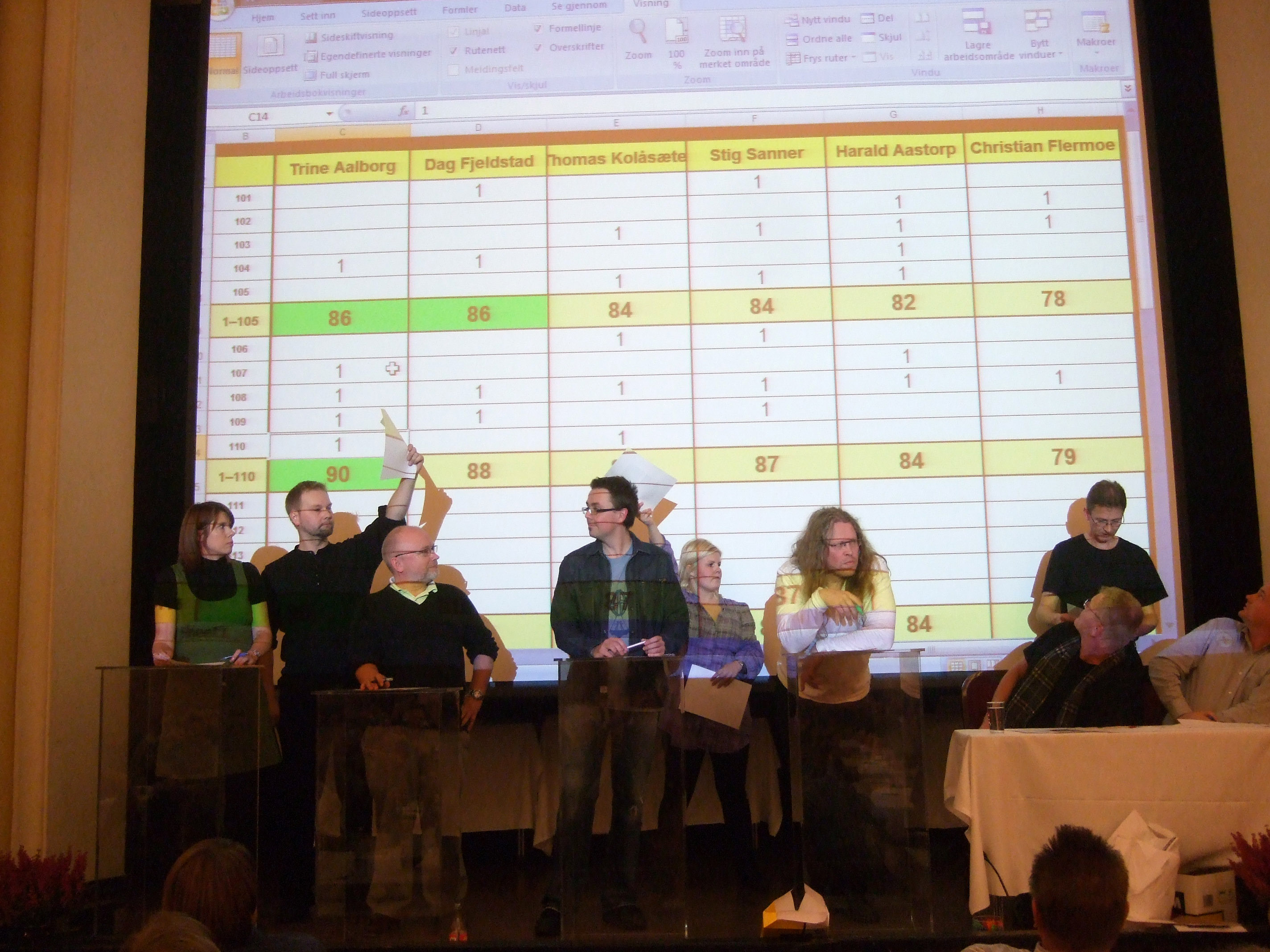
نهائي بطولة المسابقات النرويجية 2009

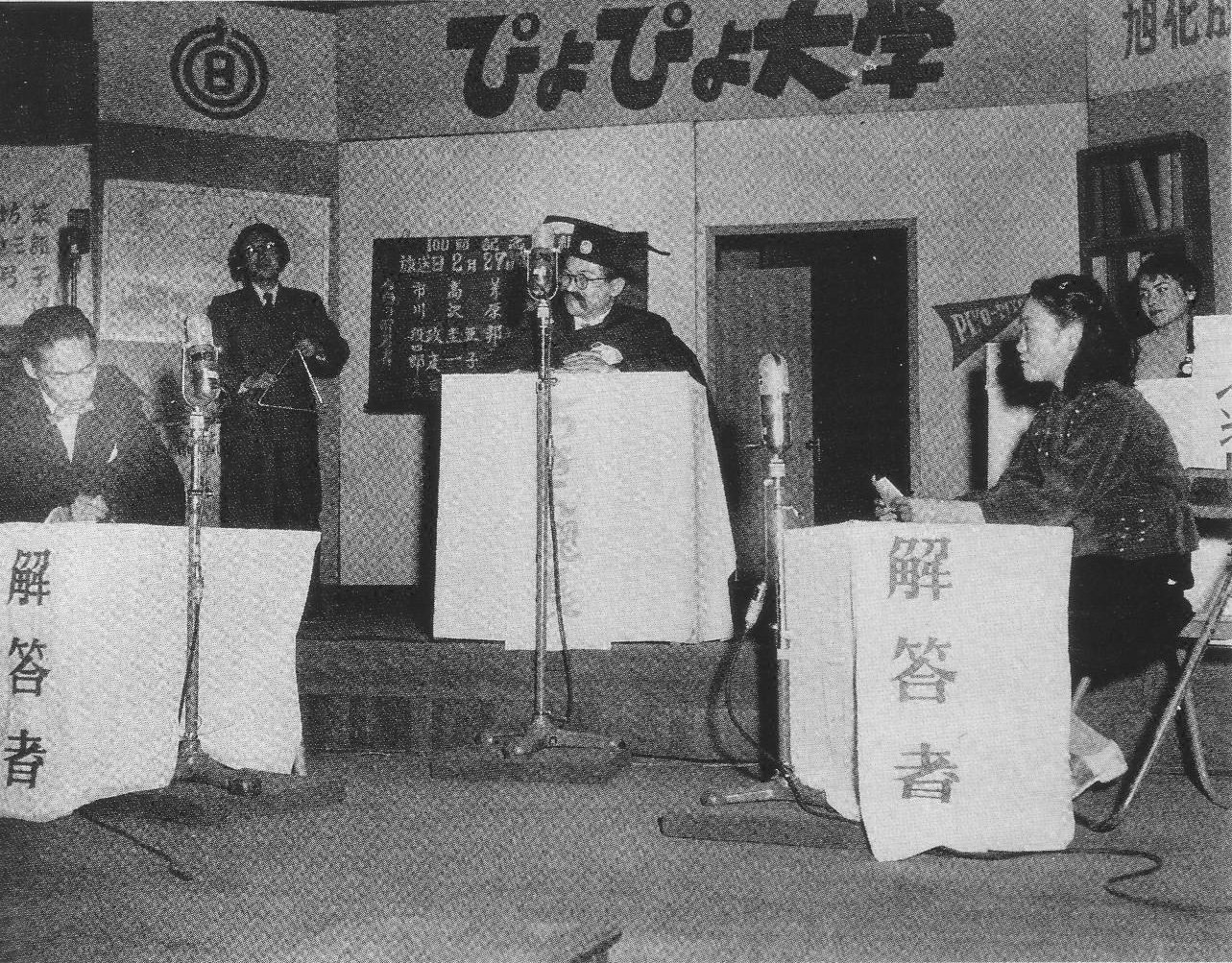
برنامج مسابقات في اليابان عام 1954

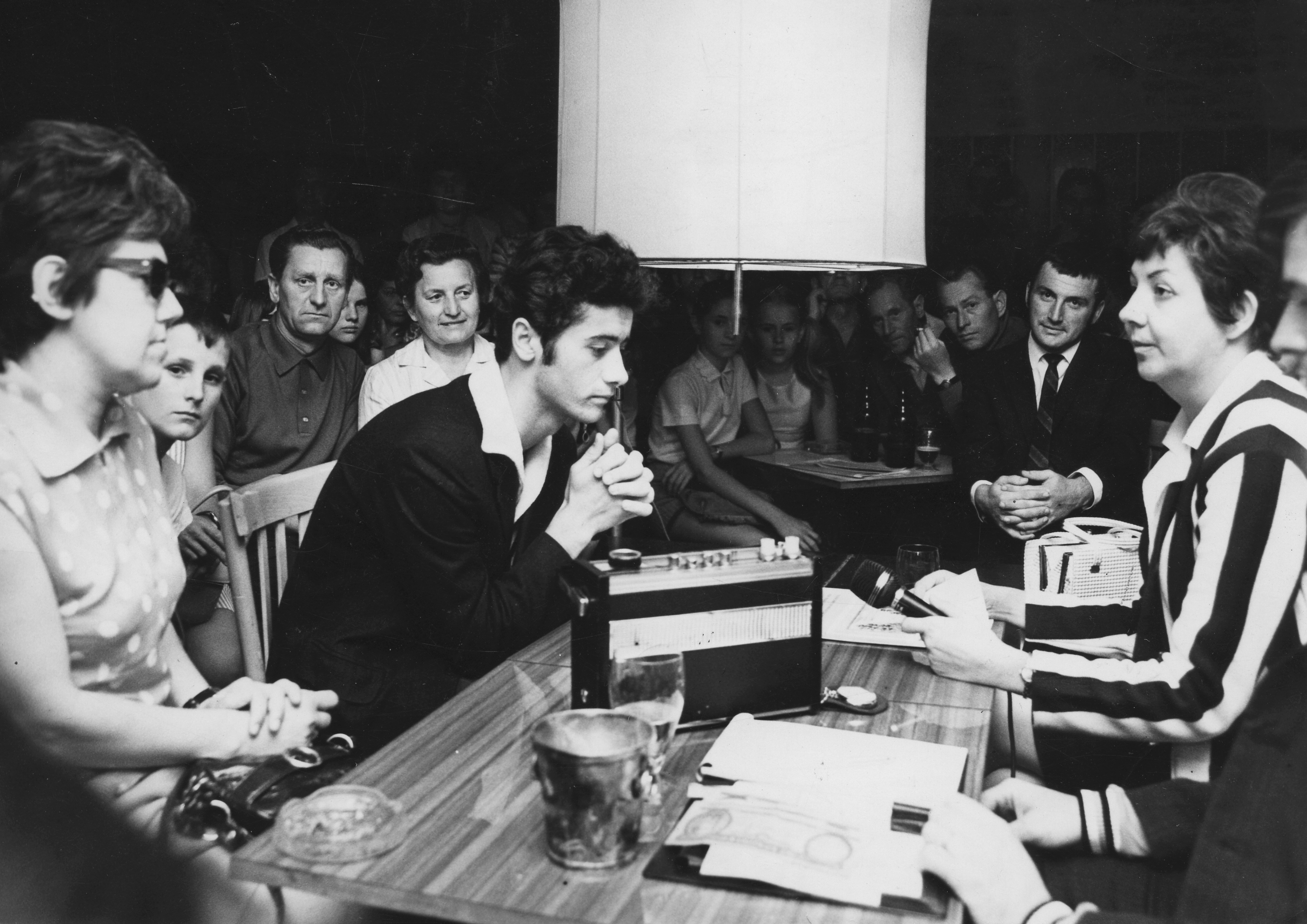
أشخاص يستمعون إلى اختبار إذاعي مجري، 1962

قد يتم إجراء الاختبارات حول مجموعة متنوعة من المواضيع (المعارف العامة أو "وعاء الحظ" (والتي يمكن أن تكون أي شيء)) أو موضوع محدد. يمكن أن يختلف تنسيق الاختبار أيضًا. تشمل مسابقات المنافسة المعروفة شعبيا:
- اختبار الحانة
- وعاء الاختبار
- في كندا:
  - الوصول للقمة
- في ليتوانيا:
  - بروتموشيس
- في المملكة المتحدة:
  - بطولة الألغاز البريطانية، وهي بطولة وطنية سنوية تقام في بريطانيا
  - تحدي المدارس
  - تحدي الجامعة متلفز)
- في الولايات المتحدة الأمريكية:
  - اتحاد المنافسة الأكاديمية
  - وعاء الكلية
  - بطولات المسابقات الأكاديمية الوطنية
  - الشراكة من أجل التميز في المنافسة الأكاديمية
- بطولات المسابقات الفردية
  - في بلدان متعددة:
    - بطولة الألغاز الأوروبية
    - بطولة الألغاز العالمية

  - في المملكة المتحدة:
    - العقل المدبر (متلفز)

  - مسابقة بيت بازي الشعرية في باكستان
- ألعاب الطاولة:
  - بيزرويزر
  - ملاحقة تافهة
- الاختبارات التليفزيونية، وتسمى أيضًا برامج المسابقات (برامج المسابقات التلفزيونية/الإذاعية)
  - مسابقة شعرية بيت بازي
  - المحك (برنامج)
  - برنامج Quiz Call عبر الهاتف في التلفزيون
  - الحلقة الأضعف (برنامج)
  - من سيربح المليون؟
- مسابقات الانترنت
  - مسابقات المدونة

## في التعليم
في السياق التعليمي، عادةً ما يكون الاختبار شكلاً من أشكال تقييم الطالب، ولكنه غالبًا ما يحتوي على أسئلة أقل صعوبة ويتطلب وقتًا أقل لإكماله مقارنة بالاختبار الدراسي. يوجد هذا الاستخدام عادةً في الولايات المتحدة وكندا والفلبين وجمهورية الدومينيكان وبعض الكليات في الهند. على سبيل المثال، في فصل الرياضيات، يمكن للاختبار التحقق من فهم نوع من التمارين الرياضية. يقوم بعض المُدرّسين بجدولة اختبار يومي أو أسبوعي يتراوح من خمسة إلى ثلاثين سؤالاً سهلاً نسبيًا بغرض جعل الطلاب يراجعون دروسهم السابقة قبل حضور الفصل التالي."الاختبار المفاجئ" (pop quiz) هو اختبار لا يُمنح الطلاب وقتًا للتحضير له؛ حيث يُفاجئون به ببساطة في الفصل.[بحاجة لمصدر]

## اختبارات أخرى
بالإضافة إلى ذلك، قد يكون اختبار الشخصية عبارة عن سلسلة من أسئلة الاختيار من متعدد حول المجيب دون إجابات صحيحة أو خاطئة. يتم تسجيل الإجابات على هذه الأسئلة وفقًا للمفتاح، وتهدف النتيجة إلى الكشف عن بعض جودة المجيب. تم نشر هذا النوع من "الاختبارات" في الأصل من خلال المجلات النسائية مثل مجلة كوزموبوليتان. لقد أصبحت منذ ذلك الحين شائعة على الإنترنت، حيث تتضمن صفحة النتائج عادةً رمزًا يمكن إضافته إلى إدخال مدونة لنشر النتيجة. هذه المنشورات شائعة في العديد من المواقع مثل لايف جورنال.
على العموم، لا ينبغي أخذ نتائج الاختبارات عبر الإنترنت بعين الاعتبار، لأنها لا تعكس غالبًا الشخصية أو العلاقة الحقيقية. كما أنها نادراً ما تكون صالحة من الناحية النفسية. ومع ذلك، فإنها قد تكون مناسبة للتفكير في موضوع الاختبار وتوفر نقطة انطلاق للشخص لاستكشاف عواطفه أو معتقداته أو تصرفاته أو وضع بعض المعرفة المكتسبة بالفعل على المحك.

## ملحوظات
1. ↑  تعود كلمة "quiz" المهجورة الآن، والتي تشير أيضًا إلى "شخص غريب" ولها أصل غامض بالمثل، إلى نفس الوقت تقريبًا.[3]